# Тамил Наду
Тамил Наду је савезна држава Индије са површином од 130.058  и 62.110.839 становника (стање: 1. јан. 2001). Налази се на самом југу Индије и граничи се са Кералом, Карнатаком, Пондишеријем и Андра Прадешом. Са Шри Ланком, која има значајну тамилску мањину, граничи се на мору. По индустријализацији је друга држава Индије, а има и највише урбаног становништва. За разлику од осталих делова Индије Тамил Наду највише кише добија од североисточног монсума од октобра до децембра.
Ченај је главни град. До 1996 је био познат по називу Мадрас. Четврти је град по величини у Индији. У Ченају се налази највећа плажа на свету.

## Историја
Археолошки налази потврђују да је подручје било настањено од предисторијског времена. Три чувене династије су владале подручјем: Чера, Чола и Пандија. Ране Чоле су владале од 1. до 4. века после Христа. Најчувенији краљ тога периода је Карикала Чола, који је проширио Чола територије до Канчипурама. На врхунцу моћи Чола краљеви су раширили утицај и на Шри Ланку и стотине километара преко северне границе. Око 3. века после Христа Чоле су губиле моћ. Калабраси су извршили инвазију и победили су тамилско краљевство и после тога су владали три века. Њих побеђују у 6. веку Палаваси на северу и Пандије на југу. Око 580. Палаваси се почињу истицати и владају југом 150 година. Они су били велики градитељи храмова. Владали су великим делом Тамил Надуа и Канчипурама као својом базом. Дравидска архитектура долази до изражаја током тога периода.
Чола краљеви поново долазе до изражаја током 9. века. Раџараџа Чола и његов син Раџендра Чола постају значајна сила Азије. Чола царство се раширило до Бенгала. Раџараџа Чола је заузео јужну Индију, делове Шри Ланке, обални део Бурме, Андамане, Никобаре, Лакадиве, Суматру, Јаву, Малај и острва Пегу. Победио је Махипалу, краља Бенгала и да прослави победу гради нову престолницу. Војска Чола царства је добијала данак и од Тајланда и Камбоџе. Чоле су градиле величанствене храмове. Брихадесварар храм је класичан пример величанствене архитектуре Чола царства. Други пример је Чидамбарам храм у срцу града храмова Чиндамбарама. Око 13. века опадала је моћ Чола царства. Поново се уздижу Пандије у раном 14. веку. То је кратко трајало, јер су их покорили муслимански Килџи освајачи 1316. Мадурај је био освојен, а инвазиона војска оснива Мадурај султанат. Те муслиманске инвазије су изазвале оснивање Виџајанагара царства на Декану. То царство је око 1370. заузело Тамил Наду. Када је опала моћ Виџајанагара царства у 16. веку, њихови гувернери, које су они поставили, Најак гувернери, почели су проглашавати независност. Најак од Мадураја и најак од Танџавура су били најмоћнији и реконструисали су неке од најстаријих храмова.
Око 1609. Холанђани су успоставили базу у Пуликату. Британска источноиндијска компанија је 1639. основала насеље у данашњем Ченају, тј. Мадрасу. Британци су користили мале свађе међу локалним владарима и ширили су своју сферу. Британци су ратовали и редуковали су француске доминионе у Индији само на Пондишери. Своју власт у јужној Индији консолидовали су Мадраским Председништвом. Када је Индија постала независна 1947. то постаје Мадраска држава, која је садржавала данашњи Тамил Наду, обални Андра Прадеш, северну Карнатаку и делове Керале. Касније је то 1968. разцепљено по језичним линијама, тако да је основана држава Тамил Наду.

## Географија
Тамил Наду има површину од 130.058  и 62.110.839 становника. 
Налази се на самом југу Индије и граничи се са Кералом, Карнатаком, Пондишеријем и Андра Прадешом. Са Шри Ланком, која има значајну тамилску мањину, граничи се на мору. Источно је Бенгалски залив. Најјужнија тачка Индијског полуострва налази се у Тамил Наду. Тамил Наду садржи 90% индијских резерви лигнита и 45% магнезита.

## Економија
По индустријализацији је друга држава Индије, а има и највише урбаног становништва. Трећа је по директним страним инвестицијама. 
Много страних аутомобилских комапанија (Форд, Катерпилар, Хјундај, БМВ, Мицубиши) има своје фабрике у Ченају. Производе се аутомобили, трактори, тешка машинерија, тенкови. Много страних електронских компанија има своје фабрикје У Ченају (Нокија, Моторола и Дел). Производе се мобилни телефони. Ериксон има истраживачки центар у Ченају. Тамил Наду је највећи произвођач цемента у Индији. 
Град Трипур у Тамил Наду је највећи извозник текстила у Индији. Понекад се назива и текстилна долина Индије. Извоз текстила из тога града је у 2004. достигао 1,1 милијарду $. Извоз текстила из града Карура је 300 милона $. Ченај је други највећи извозник софтвера у Индији. Извоз софтвера из Тамила Надуа износи 2,4 милијарде $ током 2004-2005.
Ченај постаје најважнији центар за аутсорсинг финансијских, здравствених и других услуга за мултинационалне компаније.

## Галерија
- Предњи поглед на главни Брихадесварар храм
- Тидел парк у Ченају је највећи софтверски парк у Тамил Наду
- Храм у Махабалипураму, који су саградили Палаваси од 7. до 8. века